# 深圳大学体育学院
深圳大学体育学院成立于2022年，前身为深圳大学体育部和师范学院（教育学部）体育学院。

## 历史沿革

### 体育部
- 1983年，深圳大学建校，同步建立体育教研室。
- 1985年，体育教研室更名为体育部[1]。
- 2006年，建立体育人文社会学硕士点。
- 2011年，体育人文社会学硕士点转为体育学硕士一级学科。

### 师范学院（教育学部）体育学院
- 1997年，深圳大学成立高尔夫学院，为中国首家高尔夫高等教育专门学院[2]。
- 2006年，新增体育教育本科专业。
- 2008年，新增运动训练本科专业。
- 2015年，1月，高尔夫学院并入师范学院管理。
- 2016年，5月，与广东女乒队共建“深圳大学乒乓球俱乐部”职业球队，参加乒超联赛[3]。
- 2017年，11月，师范学院进行学部制改革，以体育系、高尔夫系、旅游系为基础，组建师范学院（部）体育学院[4]。
- 2018年，3月，新增休闲体育本科专业，吸收合并汉语言文学（文化旅游）和工商管理（高尔夫管理）等专业方向。
- 2019年，原国家体育总局体育科学研究所所长田野教授出任师范学院（教育学部）体育学院院长[5]。
- 2020年，7月，女子世界国际象棋锦标赛冠军侯逸凡受聘为师范学院（教育学部）体育学院教授，为深圳大学时任最年轻正教授[6]。

### 体育学院
- 2022年，1月，为理顺师范学院体制机制，深圳大学体育部与师范学院（教育学部）体育学院合并为体育学院[7]。
- 2024年，9月，获批体育专业学位硕士点。

## 管理团队
| 院长 - 刘建 | 党委书记 - 李智军 | 副院长 - 张得保 | 党委副书记 - 陈方明 | 副院长 - 王东 | 副院长 - 唐玉成 |

## 专业设置
| 学系               | 本科专业                     | 硕士专业                            |
| ------------------ | ---------------------------- | ----------------------------------- |
| 体育教育系         | 体育教育                     | 体育学（学术学位） 体育（专业学位） |
| 运动训练系         | 运动训练                     | 体育学（学术学位） 体育（专业学位） |
| 高尔夫与休闲旅游系 | 休闲体育 - 高尔夫 - 休闲旅游 | 体育学（学术学位） 体育（专业学位） |

## 组织机构

### 学系
- 体育教育系
  - 小球教研室
  - 综合教研室
- 运动训练系
  - 大球教研室
  - 田径与游泳教研室
- 高尔夫与休闲旅游系
  - 体育理论教研室
  - 高尔夫教研室
  - 运动人体科学教研室

### 行政部门
- 党政综合办公室
- 教务管理办公室
- 实验与实践教学管理办公室
- 竞赛训练管理办公室
- 学科与科研管理办公室
- 学生工作管理办公室
- 体质测试中心

### 委员会
- 教授委员会
- 教学指导委员会
- 人力资源工作委员会
- 学位评定分委员会
- 师德师风委员会

## 知名院友
体育界
- 廖一臻—99高尔夫，高尔夫国际裁判，中润投资管理有限公司执行董事
- 郭跃—09运动训练，乒乓球运动员，前国家队成员
- 范瑛—09运动训练，乒乓球运动员，前国家队成员
- 杨扬—09运动训练，乒乓球运动员，前国家队成员
- 陈佩娜—11运动训练，帆板运动员，国家队成员
- 陈梦—12运动训练，乒乓球运动员
- 孙颖莎—12运动训练，乒乓球运动员
- 李昊桐—16运动训练，高尔夫球运动员
- 周睿羊—16运动训练，围棋棋手
- 唐韦星—16运动训练，围棋棋手
- 杨浚瑄—20运动训练，游泳运动员
- 汤慕涵—20运动训练，游泳运动员